# 동굴 속의 애욕
"동굴 속의 애욕"은 한국에서 제작된 강범구 감독의 1964년 영화이다. 박노식 등이 주연으로 출연하였고 주동진 등이 제작에 참여하였다.

## 출연

### 주연
- 박노식
- 김난영
- 문태선

## 기타
- 원작자: 권순영
- 조명: 윤창화
- 미술: 홍성칠